# Manifattura Cantagalli

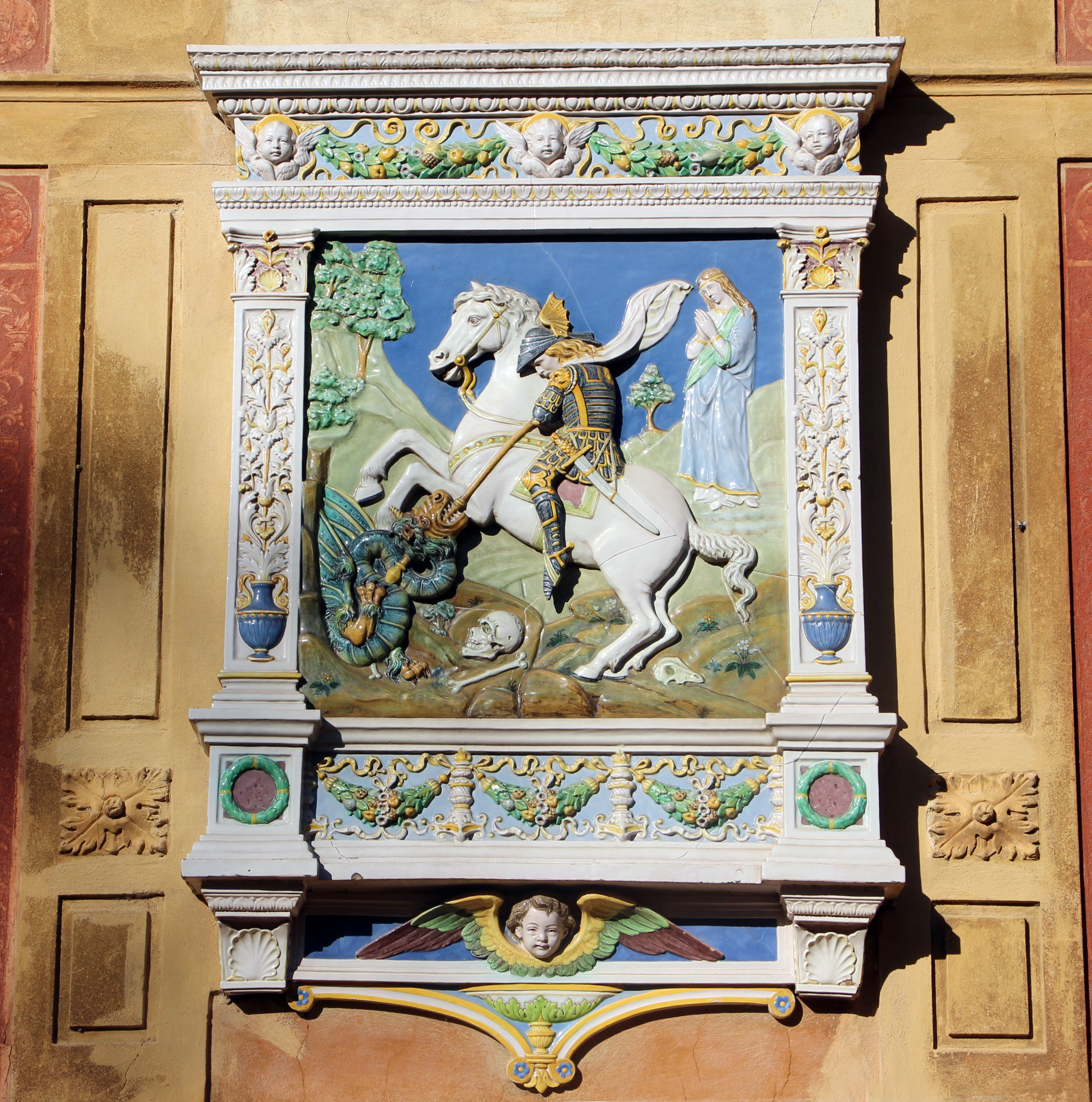
Riproduzione di una robbiana (dalla pieve di Brancoli), Firenze, Museo Stibbert

La Manifattura Cantagalli fu una manifattura ceramica di Firenze, attiva tra Ottocento e prima metà del Novecento.

## Storia
All'inizio del XIX secolo Ulisse Cantagalli avviò una produzione artistica di ceramica, affiancandola alla sua fornace lungo la via Senese a Firenze che produceva materiale grezzo da costruzione. Nella produzione artistica, destinata alla nascente classe borghese, si ispirò ai modelli rinascimentali di Faenza, Urbino, Cafaggiolo, Gubbio, Pesaro, Casteldurante, ma anche le seicentesche maioliche di Savona o di İznik, spesso realizzando vere e proprie copie, altre volte dedicandosi a creazioni originali.
Ebbe un notevole successo, soprattutto nella prima metà del Novecendo, quando la manifattura si affermò come una delle più rilevanti nella regione, a metà strada tra il classicismo della Richard Ginori e le creazioni in stile modernista della Manifattura Chini. A quel periodo risalgono anche importanti commissioni per la decorazione di edifici pubblici, quali il palazzo della Cassa di Risparmio di Pistoia e Pescia a Pistoia o il palazzo delle Poste di Firenze, e privati, quali la villa Stibbert.